# 大阪生命保険
大阪生命保険株式会社（おおさかせいめいほけん、英: Osaka Life Insurance Company。 1894年 - 1905年）は、かつて大阪府大阪市東区に存在した生命保険会社。

## 沿革
- 1894年（明治27年）- 10月3日、大阪病傷保険として開業。
- 1895年（明治28年）- 10月、大阪生命病傷保険と改称。資本金30万円に増資
- 1898年（明治31年）- 10月22日、徴兵保険の募集を開始。
- 1899年（明治32年）- 9月14日	大阪生命保険と改称。
- 1901年（明治34年）- 1901年恐慌が発生し[注釈 1]、11月18日、社長に本多副元が就任。25日、明教生命、万世生命、大東生命と業務提携し、共同事務取扱を開始。
- 1902年（明治35年）- 2月、京都市に、生命保険奨励会を創設。4月から6月、第一生命保険の矢野恒太に約款改正の委託を申込んだ。大阪生命、明教生命、万世生命、日本共同生命、酒家生命、海国生命、大日本生命、禅徒生命、大東生命の8社の契約を承継。ニューヨーク生命保険支社を京橋銀座に開設[注釈 2]。また、取締役の岡部廣が九州生命保険を買収し、取締役に就任[1]。
- 1903年（明治36年）- 使途不明金が発覚し、取締役の岡部廣が逮捕される。
- 1905年（明治38年）- 2月25日に解散命令を受ける[2] 。6月に控訴院に抗告を行い、7月に棄却決定を受けるが、棄却前の7月11日、九州生命が分離独立して披露宴を開催した[3]。
- 1908年（明治41年）- 九州生命が農商務省から新規契約停止の処分を受ける。
- 1909年（明治42年）- 九州生命の取締役らが、詐欺破産及び文書偽造行使の罪で逮捕される[4]。
- 1910年（明治43年）- 7月19日、九州生命が裁判所の予備審問決定で解散命令を受ける。

## 組織
出張所
東京、京都、神戸、仙台、名古屋、金沢、広島、福岡に出張所を開設した。
経営者（1903年）
- 本多副元 - 社長
- 小林好愛 - 常務取締役。旧幕臣。長男に橫須賀海軍病院薬劑部長の小林増作[6]。
- 楠秀太郎 - 常務取締役。農商務省の保険課長。1909年、太平生命保険（後の日産生命保険）を設立[注釈 3]。
- 柴原和 - 取締役。千葉県初代県令。
- 岡部廣 - 取締役
- 栗塚省吾 - 監査役
- 下郷伝平 - 監査役
- 川島慶次 - 医局長

## 不祥事
当時は法人の1000円以上の支出は省への届出が義務付けられており、特定の法人に対する会計検査もあった。1903年、大阪生命では20万円の使途不明金が発覚し、取締役の岡部が逮捕された。当時の司法では岸小三郎が翻訳を誤って自白の重要性を訴えた『英国証拠法』が出版されており、岡部はジャーディン・マセソンと合弁で阿州鉱山開発事業の契約をした旨を弁明した（契約書は発見されなかった）。また、大阪生命は支出の届出を怠ったまま数千円を支出していたこともあった。
大阪生命の保険契約については官庁が整理したが、債務者や株主は損害賠償請求をすることができなかった 。